# 联合国工商企业与人权指导原则
《联合国工商业与人权指导原则》（United Nations Guiding Principles on Business and Human Rights）是由聯合國秘书长特别代表约翰·鲁吉起草的一份为防止商业活动对人权产生不利影响而要求跨国公司和其他工商企业保護人权的指导原则。2011年6月16日，联合国人权理事会一致通过了《联合国工商企业与人权指导原则》，使该指导原则成为联合国认可的第一个企业人权责任倡议。
联合国工商企业与人权指导原则包括三大支柱：
- 国家保护人权的义务
- 公司尊重人权的责任
- 受害者受到与商业活動有关的侵权行为侵害時获得補償的机会